# Kloster Graurheindorf
Kloster Graurheindorf war ein Kloster der Zisterzienserinnen im Bonner Ortsteil Graurheindorf.

## Geschichte
Das Gründungsdatum des Klosters Graurheindorf ist nicht bekannt, die älteste urkundliche Erwähnung erfolgte um 1230. 1242 bestätigte der Kölner Erzbischof Konrad von  Hochstaden dem Kloster das Patronatsrecht über die Graurheindorfer Pfarrkirche St. Margaretha, die auch als Klosterkirche genutzt wurde. Durch die Lage vor den Toren Bonns war das Kloster im Laufe seines Bestehens immer wieder den Folgen kriegerischer Auseinandersetzungen und Plünderungen ausgesetzt. Die geistliche Aufsicht übte der Abt des Klosters Heisterbach aus. 1778 wurde ein neues Klostergebäude errichtet, 1802 erfolgte die Aufhebung des Konvents im Zuge der Säkularisation.
Die Kirche St. Margaretha wurde 1806 niedergelegt und die Pfarrkirche im erst 1778 neu errichteten Klostergebäude eingerichtet. Diese wurde 1875 durch Vinzenz Statz neugotisch umgebaut und u. a. um einen  Turm erweitert. Erhaltener mittelalterlicher Baubestand findet sich in der alten Klostermauer direkt am Rhein.